# Chinedu Obasi
Chinedu Obasi Ogbuke (født 1. juni 1986 i Enugu, Nigeria) er en nigeriansk fodboldspiller, der spiller som angriber hos Bolton i England. Han har spillet for klubben siden 2018. Tidligere har han blandt andet repræsenteret den norske hovedstadsklub Lyn samt Hoffenheim og Schalke 04 i Tyskland.

## Landshold
Obasi har (pr. april 2018) spillet 18 kampe og scoret fire mål for Nigerias landshold, som han debuterede for i 2005. Han har repræsenteret sit land ved VM i 2010 Africa Cup of Nations i 2010, og var også med til at vinde sølv ved OL i Beijing i 2008.